# Phractocephalus hemioliopterus
Genre
Espèce
Phractocephalus hemioliopterus, communément appelé Poisson-chat à queue rouge, est une espèce de poissons-chats d'eau douce originaire d'Amérique du Sud appartenant à la famille des Pimelodidae. Au Venezuela il est connu sous le nom de Cajaro et au Brésil sous le nom de Pirarara.
Il s'agit de la seule espèces vivante du genre Phractocephalus. Bien qu'il puisse atteindre une grande taille, c'est un poisson d'aquarium.

## Étymologie
Au Brésil, il est nommé Pirarara en raison de ses couleurs. C'est l'association de deux mots en langue Tupi, pirá et arara signifiant poisson-perroquet.

## Espèces dePhractocephalusdisparues
Bien que ce poisson-chat soit le seul représentant de son genre, il existe d'autres membres qui remontent à la partie supérieure du Miocène. P. Nassi a été décrite en 2003 à Urumaco au Venezuela. Une autre espèce non décrite est connue dans l'État de l'Acre, au Brésil. Ce genre a un âge minimum d'environ 13,5 millions d'années.

## Répartition et habitat
Ce poisson-chat est originaire de l'Amazonie, l'Orénoque, et Essequibo (bassins fluviaux de l'Amérique du Sud). Il vit uniquement en eau douce. Ce poisson a également été introduit en Floride, mais il n'est pas établi.

## Anatomie

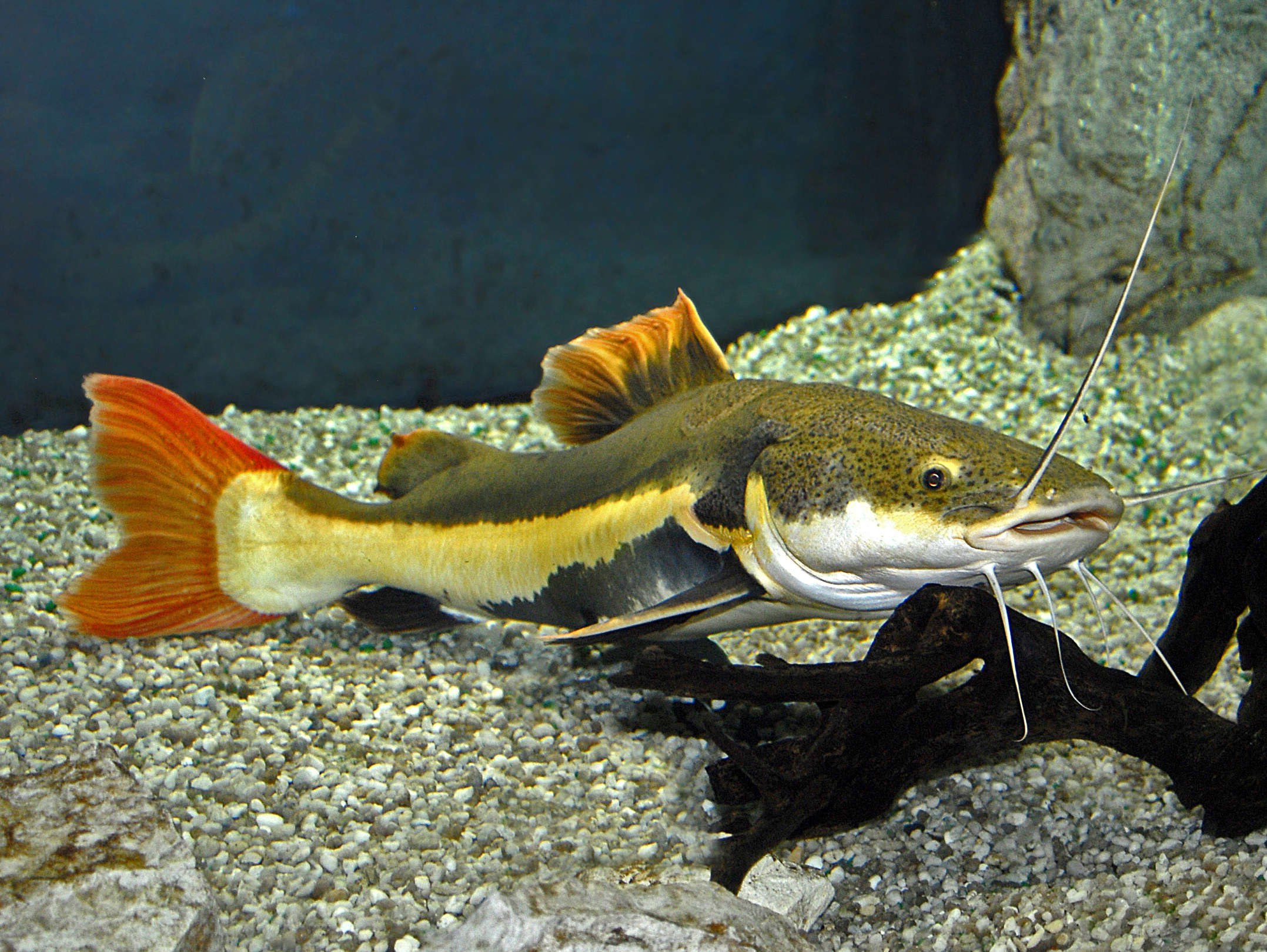
Poisson-chat à queue rouge.

Ce poisson-chat possède une large tête avec une large bouche. Son corps peut se présenter sous des formes variables avec pour caractères communs un dos plus sombre que le ventre, une nageoire caudale rouge ou orange et trois paires de longs barbillons. Une des formes présente un corps principalement gris foncé avec de petites taches grises plus sombres et une bande blanche latérale à partir du pédoncule caudal s'effilant à mi-chemin du corps, juste derrière l'opercule. Une autre forme présente un dos châtain à vert sombre, des flancs jaunes et un ventre blanc-crème, les nageoires dorsales et anale présentant également une teinte rouge. Les juvéniles peuvent être plus intensément colorées.
À maturité, ce poisson peut atteindre une longueur moyenne de 1,3 m pour plus de 44 kg. On dit qu'il peut vivre jusqu'à 100 ans.
Le dimorphisme sexuel n'est pas visible.

## Relation avec l'Homme
En raison de la grande taille que ce poisson peut atteindre, c'est une prise très convoitée en pêche sportive. Le record du monde est une prise de 56 kg pour une taille de près de 1,50 m.
Il est dit que les autochtones ne mangent pas sa viande parce qu'elle est noire. Toutefois, ce poisson-chat a été hybridé avec d'autres poissons tels que le Surubí, grâce à l'utilisation d'hormones dans la tentative de créer un poisson plus savoureux et digeste, ces hybrides sont parfois élevés en aquariophilie sous différents noms communs.
Au Brésil, ce poisson est largement consommé par les habitants (y compris les indiens). Le dos est entre châtain et vert sombre avec des flancs jaunes et un ventre blanc crème. Sa chair crue est légèrement rosée et il n'y a aucune arête. Il est donc souvent cuit sur place au-dessus d'un feu en larges escalopes.
La pêche de ce poisson est réglementée au Brésil. La taille de prise minimale est de 80 cm mais dans certains états du Brésil, sa pêche est interdite. On le trouve également en pêche sportive en Asie, en particulier en Thaïlande où on le trouve assez couramment désormais dans certaines eaux.

## En aquarium

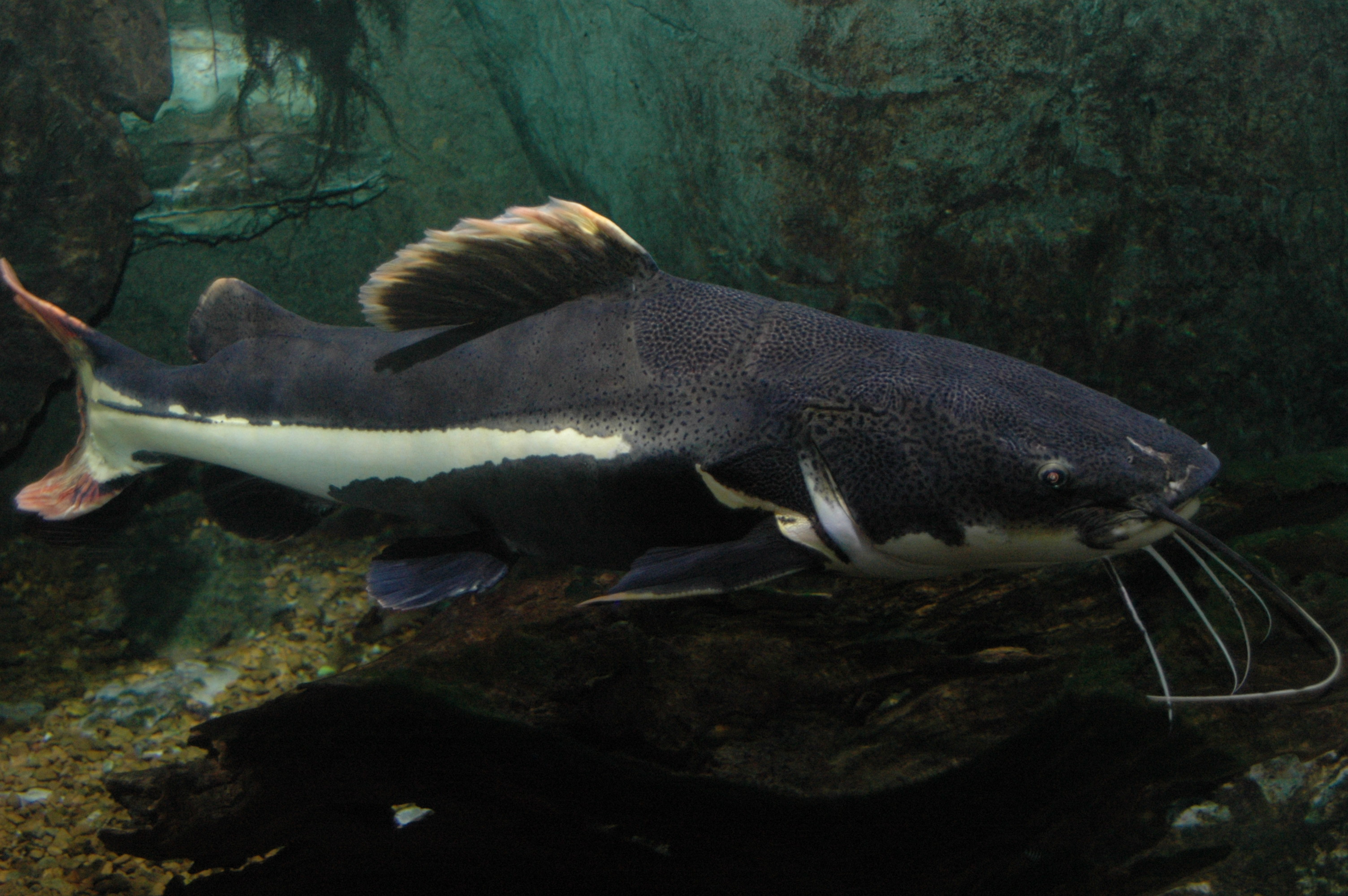
Poisson-chat à queue rouge dans un aquarium.

Le Poisson-chat à queue rouge est un poisson très populaire en Amazonie, dans les aquariums publics, où il est souvent logé avec d'autres grands poissons, tels que Colossoma macropomum,  Arapaima gigas, et d'autres grands poissons-chats.
Les juvéniles sont souvent disponibles dans le commerce aquariophile en dépit de leur grande taille à l'âge adulte. Dans un aquarium où il est bien nourri, ce poisson peut se développer assez rapidement. Une alimentation hebdomadaire est appropriée à ce poisson-chat; la suralimentation est une cause fréquente de décès chez cette espèce. Il se nourrit principalement de poissons morts et vivants et autres viandes. Même les juvéniles de seulement quelques centimètres de longueur sont capables d'avaler un grand nombre de petits poissons d'aquarium comme les tétras. Il est donc préférable de le maintenir avec d'autres espèces de poissons de taille relativement importante. Ils ont également l'habitude d'avaler des objets non comestibles dans l'aquarium, mais ils sont souvent régurgités. Tant la déglutition et la régurgitation peuvent présenter un problème pour ces poissons, les objets seront donc mieux à l'extérieur de l'aquarium.
La reproduction en aquarium est difficilement envisageable tant cette espèce a besoin d'espace et de paramètres très précis.
| Origine         | Amérique du Sud   | Eau           | Eau douce |
| Dureté de l'eau | 4-10 °GH          | pH            | 6,0-7,0   |
| Température     | Entre 20 et 26 °C | Volume mini.  | 600 L     |
| Alimentation    | Carnivore         | Taille adulte | 1,3 m     |
| Reproduction    | ovipare           | Zone occupée  | fond      |
| Sociabilité     | Bonne             | Difficulté    | moyenne   |